# Edgar Bowers
Edgar Bowers (Rome, 2 marzo 1924 – San Francisco, 4 febbraio 2000) è stato un poeta statunitense, vincitore del Premio Bollingen per la poesia nel 1989.
Durante la seconda guerra mondiale entrò nell'esercito e prestò servizio nel controspionaggio militare. Si laureò nel 1950 presso l'Università della Carolina del Nord a Chapel Hill e dopo la laurea trovò lavoro alla Stanford University nella facoltà di letteratura inglese
Bowers ha pubblicato vari libri di poesia, tra i quali The Form of Loss, For Louis Pasteur, e The Astronomers. Ha vinto due borse di studio Guggenheim Fellowship  e si è dedicato all'insegnamento all'Università Duke e alla University of California Santa Barbara.
Si ritirò dall'insegnamento nel 1991 e morì a San Francisco nel 2000.